# U-266
Unterseeboot 266 foi um submarino alemão do Tipo VIIC, pertencente a Kriegsmarine que atuou durante a Segunda Guerra Mundial.

## Comandantes
| Comandante             | Data                                         |
| ---------------------- | -------------------------------------------- |
| Hannes Leinemann       | 24 de junho de 1942 - 11 de setembro de 1942 |
| Kptlt. Ralf von Jessen | 12 de setembro de 1942 - 15 de maio de 1943  |

## Subordinação
Durante o seu tempo de serviço, esteve subordinado às seguintes flotilhas:
| Período                                      | Flotilha                                  |
| -------------------------------------------- | ----------------------------------------- |
| 24 de junho de 1942 - 31 de dezembro de 1942 | 8. Unterseebootsflottille (treinamento)   |
| 1 de janeiro de 1943 - 15 de maio de 1943    | 7. Unterseebootsflottille (serviço ativo) |

## Operações conjuntas de ataque
O U-266 participou das seguinte operações de ataque combinado durante a sua carreira:
- Rudeltaktik Jaguar (10 de janeiro de 1943 - 27 de janeiro de 1943)
- Rudeltaktik Pfeil (4 de fevereiro de 1943 - 9 de fevereiro de 1943)
- Rudeltaktik Amsel (22 de abril de 1943 - 3 de maio de 1943)
- Rudeltaktik Amsel 2 (3 de maio de 1943 - 6 de maio de 1943)
- Rudeltaktik Elbe(7 de maio de 1943 - 7 de maio de 1943)